# Reza Mirkarimi
Reza Mirkarimi, pers. رضا میرکریمی (ur. 28 stycznia 1967 w Teheranie) – irański reżyser, scenarzysta i producent filmowy.
Ukończył grafikę na Uniwersytecie Sztuk Pięknych w Teheranie. Karierę w branży filmowej rozpoczął w 1987 r. Jego pełnometrażowym debiutem fabularnym był film Dziecko i żołnierz (2000). Zdobył nagrodę za reżyserię oraz Nagrodę Specjalną Jury na MFF w Tokio za film Pod księżycową poświatą (2001). Dwukrotny laureat głównej nagrody Złotego św. Jerzego na MFF w Moskwie za filmy Po prostu tak (2008) i Córka (2016).